# Korssten

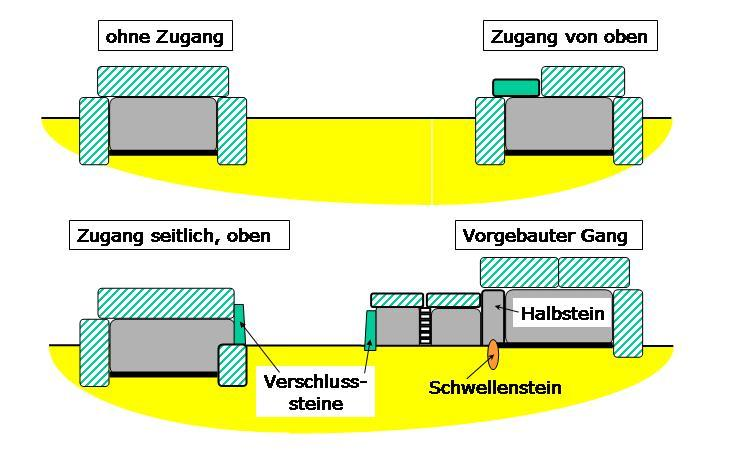
Entwicklung von der Blockkiste (oben links) zum Urdolmen mit Gang (unten rechts) – der Korsten entspricht etwa der Darstellung links unten

Der Urdolmen Korssten (deutsch Kreuzstein) im Sjellerup Skov (auch Nørreskov genannt) liegt in Egen auf der Insel Alsen in Dänemark. Er ist eine Megalithanlage der Trichterbecherkultur (TBK) und entstand zwischen 3500 und 2800 v. Chr. 
Der Korssten liegt in der Mitte eines 1,2 m hohen Rundhügels ohne Randsteine; von 14 m Durchmesser. Die Ost-West orientierte 1,8 m lange und 0,8 m breite eingetiefte Kammer wird aus vier Steinen gebildet, von denen drei Tragsteine sind und der vierte ein niedrigerer Schwellenstein ist. In den fehlenden Deckstein war ein Kreuz eingraviert. 